# Stanisław Kostka Nowakowski
Stanisław Kostka Nowakowski herbu własnego (ur. 1763 w Rogach, zm. 23 listopada 1841 w Warszawie) – szambelan króla Stanisława Augusta Poniatowskiego, mason, adwokat lwowski. Poseł na sejm Księstwa Warszawskiego w 1812 roku z powiatu tarnogrodzkiego departamentu lubelskiego, poseł z powiatu tarnogrodzkiego województwa lubelskiego na sejm Królestwa Kongresowego w 1820 roku, poseł na sejm powstania listopadowego w 1831 roku z powiatu stopnickiego.

## Życiorys
Syn Tomasza, brat Leona. Jego dziadek Jan Nowakowski, jako przechrzczony neofitauzyskał tytuł szlachecki po sejmie elekcyjnym Stanisława Augusta Poniatowskiego w 1764 roku. Stało się to dzięki staraniom ks.Turczynowicza. W "Neofitach Polskich" pod redakcją T.Leske-Choińskiego z roku 1904 można znaleźć informacje na temat okoliczności otrzymania nobilitacji.
Był również właścicielem pałacu Daniłłowiczowskiego w Warszawie. Przedostatni właściciel Biłgoraja (od 1806 roku), jego rezydencja znajdowała się w Rożnówce na obrzeżach miasta. Ożenił się z Eleonorą – wdową po Udalryku Krzysztofie Radziwille. Po jej śmierci w r. 1816 ożenił się ponownie w wieku ok. 60 lat z Teresą Jadwigą Szczygielską.
Był związany z Janem Henrykiem Dąbrowskim – twórcą legionów, dla którego werbował ludzi w Galicji. 
Należał do aktywnych członków masonerii. Był wśród założycieli lwowskiej loży wolnomularskiej „Równość Doskonała” w 1785. Stały przedstawiciel niepodległościowej Centralizacji Lwowskiej w Dreźnie. Po rozbiciu Centralizacji przystąpił w Warszawie do loży „Bracia Polacy Zjednoczeni”, założonej w 1807, w dobie Księstwa Warszawskiego, przez Aleksandra Rożnieckiego, która później w Królestwie Polskim, już pod nazwą „Bracia Zjednoczeni”, grupowała reakcjonistów, późniejszych przeciwników powstania listopadowego. Wszedł w skład jej kapituły w listopadzie 1811. Od lutego 1811 zasiadał także w Najwyższej Kapitule Wielkiego Wschodu Narodowego Polskiego. Po klęsce Napoleona pod Lipskiem w 1813 szybko przystąpił do współpracy z caratem. Zainicjował w marcu 1818 utworzenie przez grupę wolnomularzy z loży „Bracia Polacy Zjednoczeni” (m.in. Wincenty Krasiński, Józef Hurtig, Wincenty Aksamitowski) lojalistycznej prorosyjskiej loży „Jedność Słowiańska”, gdzie zajmował stanowisko mistrza katedry, członka Najwyższej Kapituły i I założyciela.
Jako poseł na sejm powstańczy podpisał 25 stycznia 1831 roku akt detronizacji Mikołaja I Romanowa. 16 maja 1831 roku zrezygnował z bycia posłem.
Pochowany w kościele pw. Trójcy Świętej w Biłgoraju.